# Akil Mitchell
Akil Anthony Mitchell (Charlotte, Carolina del Norte, 26 de junio de 1992) es un baloncestista estadounidense, con pasaporte panameño, que pertenece a la plantilla de los Criollos de Caguas del BSN de Puerto Rico. Con 2,06 metros de estatura, juega en la posición de ala-pívot.

## Trayectoria deportiva

### Universidad
Jugó cuatro temporadas con los Cavaliers de la Universidad de Virginia, en las que promedió 6,9 puntos y 6,0 rebotes por partido. En 2013 fue incluido en el tercer mejor quinteto de la Atlantic Coast Conference, mientras que al año siguiente lo sería en el mejor quinteto defensivo de la conferencia.

### Estadísticas
| Año     | Equipo   | PJ  | PT | MPP  | %TC  | %3P  | %TL  | RPP | APP | ROB | TPP | PPP  |
| ------- | -------- | --- | -- | ---- | ---- | ---- | ---- | --- | --- | --- | --- | ---- |
| 2010–11 | Virginia | 29  | 1  | 15.1 | .338 | .125 | .517 | 3.0 | .8  | .6  | .2  | 2.4  |
| 2011–12 | Virginia | 32  | 15 | 22.0 | .505 | .000 | .509 | 4.4 | .8  | .7  | .3  | 4.1  |
| 2012–13 | Virginia | 35  | 35 | 30.5 | .545 | .000 | .693 | 8.9 | 1.5 | 1.3 | .4  | 13.1 |
| 2013–14 | Virginia | 37  | 36 | 25.7 | .561 | .000 | .427 | 7.0 | 1.2 | .8  | .6  | 6.8  |
| Total   | Total    | 133 | 87 | 23.8 | .519 | .090 | .570 | 6.0 | 1.1 | .8  | .4  | 6.9  |

### Profesional
Tras no ser elegido en el Draft de la NBA de 2014, fue invitado por los Houston Rockets a participar en la NBA Summer League 2014. En el mes de septiembre firmó contrato con los Rockets para disputar la pretemporada, pero fue finalmente cortado. El 2 de noviembre fue adquirido por los Rio Grande Valley Vipers de la NBA D-League como jugador afiliado de los Rockets. Allí jugó una temporada en la que promedió 9,8 puntos y 9,0 rebotes por partido.
El 13 de agosto de 2015 fichó por el Olympique Antibes de la Pro A francesa. Jugó una temporada en la que promedió 9,2 puntos y 7,2 rebotes por partido.
El 30 de agosto de 2016 fichó por los New Zealand Breakers de la NBL australiana, Jugando para ese equipo un partido ante Cairns Taipans el 26 de enero de 2017 sufrió una lesión en su ojo izquierdo, luego de chocar contra Nnanna Egwu. El golpe le sacó el globo ocular de su cavidad, lo que derivó en su inmediata derivación hacia un hospital. Jugó en total 25 partidos saliendo desde el banquillo, en los que promedió 9,5 puntos y 7,2 rebotes. El 24 de febrero de 2017 fue adquirido por los Long Island Nets de la NBA D-League, con los que acabó la temporada jugando cuatro partidos en los que promedió 8,3 puntos y 6,8 rebotes.
El 15 de julio de 2021, firma por el Pınar Karşıyaka de la BSL turca.
El 29 de noviembre de 2021, firma por el Brose Bamberg de la Basketball Bundesliga.
El 2 de agosto firmó contrato con el AEK B.C. de la A1 Ethniki griega.
En abril de 2024 se unió a los Criollos de Caguas del BSN de Puerto Rico.

## Selección nacional
Mitchell representa a Panamá a nivel internacional, habiendo jugado el Centrobasket 2016, además de numerosos partidos por las clasificaciones a la FIBA AmeriCup y a la Copa Mundial de Baloncesto.